# Шајинташ
Шајинташ (мкд. Шаинташ) је насеље у Северној Македонији, у југоисточном делу државе. Шајинташ је насеље у оквиру општине Радовиште.

## Географија
Шајинташ је смештен у југоисточном делу Северне Македоније. Од најближег града, Радовишта, насеље је удаљено 15 km североисточно.
Насеље Шајинташ се налази у историјској области Јуруклук. Насеље је положено на јужним висовима планине Плачковице. Надморска висина насеља је приближно 1.150 метара. 
Месна клима је планинска због знатне надморске висине.

## Становништво
Шајинташ је према последњем попису из 2002. године био без становника.
Већинско становништво у насељу су били етнички Македонци. Они су се спонтано раселили.
Претежна вероисповест месног становништва било је православље.